# Aquila d’Arroscia
Aquila d’Arroscia (im Ligurischen: Àquila) ist eine norditalienische Gemeinde mit 138 Einwohnern (Stand 31. Dezember 2023) in der Region Ligurien, politisch gehört sie zur Provinz Imperia.

## Geographie
Aquila d’Arroscia liegt im Valle Arroscia und gehört zu der Comunità Montana Alta Valle Arroscia. Die Entfernung zu der Provinzhauptstadt Imperia beträgt circa 37 Kilometer.
Nach der italienischen Klassifizierung bezüglich seismischer Aktivität wurde die Gemeinde der Zone 3 zugeordnet. Das bedeutet, dass sich Aquila d’Arroscia in einer seismisch wenig aktiven Zone befindet.

## Klima
Die Gemeinde wird unter Klimakategorie E klassifiziert, da die Gradtagzahl einen Wert von 2329 besitzt. Das heißt, die in Italien gesetzlich geregelte Heizperiode liegt zwischen dem 15. Oktober und dem 15. April für jeweils 14 Stunden pro Tag.